# جردن کلارکسون
جردن کلارکسون (انگلیسی: Jordan Clarkson؛ زادهٔ ۷ ژوئن ۱۹۹۲) یک بازیکن بسکتبال اهل ایالات متحده آمریکا و بازیکن تیم یوتا جاز است. از باشگاه‌هایی که در آن بازی کرده‌است می‌توان به لس آنجلس لیکرز و کلیولند کاوالیرز اشاره کرد.